# Rhinophylla pumilio
Rhinophylle naine
Espèce
Statut de conservation UICN

 LC  : Préoccupation mineure
Répartition géographique
Rhinophylla pumilio, la Rhinophylle naine, est une espèce américaine de chauves-souris de la famille des Phyllostomidae.

## Description
Rhinophylla pumilio a une longueur de la tête et du corps comprise entre 45 et 55 mm, la longueur de l'avant-bras entre 33 et 38 mm, la longueur du pied entre 9 et 12 mm, la longueur des oreilles entre 13 et 17 mm et pesant jusqu'à 13,5 g. Les femelles sont en moyenne légèrement plus grandes que les mâles.
Les parties dorsales varient du brun olive au brun rougeâtre, tandis que les parties ventrales sont brun grisâtre. La base des poils est partout blanchâtre. La feuille nasale est proéminente, large et lancéolée qui, une fois aplatie, s'étend facilement jusqu'au front de l'animal, elle se compose d'une forme de base en forme de fer à cheval qui est unie à la lèvre supérieure et à une attache en forme d'épée. Sur le menton se trouve une grosse verrue ronde flanquée de deux verrues allongées et inclinées. Les oreilles sont relativement courtes, arrondies, séparées les unes des autres et brun rosé. Le tragus est court et large, il s'étend sur un tiers de la longueur de l'oreille. Les membranes alaires sont noirâtres avec les métacarpes et les phalanges blanchâtres et attachées en arrière à la base du gros orteil. Il n'y a pas de queue, tandis que la membrane interfémorale est réduite à une fine membrane le long de la partie interne des membres inférieurs et avec le bord libre dépourvu de poils. Le calcar fait environ la moitié de la longueur du pied.
Les incisives internes de la mâchoire supérieure sont nettement plus grandes que les externes et présentent une encoche. Rhinophylla pumilio diffère également par des détails divergents dans la construction des dents de devant par rapport aux autres espèces du même genre.
Le caryotype est 2n=34 et 36 FN=64 et 62.

## Répartition
Rhinophylla pumilio est présente dans le centre et le Sud de la Colombie, le Sud du Venezuela, le Guyana, le Suriname, la Guyane, l'Équateur, le Pérou, le centre et le Nord de la Bolivie, le Bord et le centre du Brésil.
Elle vit dans les forêts tropicales sempervirentes et plus rarement dans les forêts de feuillus et la savane ouverte, parfois aussi dans des habitats plus perturbés, y compris les plantations et les pâturages, jusqu'à 1 400 mètres d'altitude. Elle est présente près des cours d'eau.

## Comportement

### Habitation
Rhinophylla pumilio construit un abri en sectionnant les nervures de grandes feuilles enroulées d'arbres des genres Attalea, Astrocaryum, Philodendron, Rhodospatha (es), Sterculia, Phenakospermum, Musa et Heliconia, entre 1,5 m à 15 m du sol. Le gîte est temporaire, les chauves-souris se déplaçant tous les quelques jours. Elle forme généralement des groupes d'un mâle et de trois femelles maximum.

### Alimentation
Rhinophylla pumilio se nourrit de fruits, notamment de plantes des genres Evodianthus (sv), Vismia, Piper, Solanum, Miconia et Cecropia. Elle disperse les graines de certains de ces fruits, qui passent indemnes dans le tube digestif. Elle se nourrit dans le milieu de la canopée et le sous-étage forestier. La stratégie d'alimentation de R. pumilio se limite principalement en raison de sa petite taille à des vols de recherche courts (40 à 120 m) dans une seule zone d'alimentation plutôt petite (3,5 à 14,1 ha).
Elle est insectivore ou mange du pollen à l'occasion.
Les activités de nutrition commencent immédiatement après le coucher du soleil et durent jusqu'au lever du soleil, avec des intervalles d'inactivité.

### Vol
La nuit, l'espèce connaît des phases de vol d'une durée de 10 à 15 minutes, suivies de pauses de 15 à 20 minutes.

### Reproduction
Une femelle enceinte fut capturée au Venezuela en décembre, au Brésil en juillet, en Colombie en mai et juillet et au Pérou en juillet, août, septembre et novembre. Elle donne naissance à un petit à la fois.

### Prédation
Rhinophylla pumilio est la proie des saïmiris, qui trouvent des chauves-souris au repos en regardant sous les abris.

## Classification
Le nom valide complet (avec auteur) de ce taxon est Rhinophylla pumilio Peters, 1865.
Ce taxon porte en français le nom vernaculaire ou normalisé suivant : Rhinophylle naine.